# Ayiti: The Cost of Life
Ayiti: The Cost of Life est un jeu vidéo Flash développé par GlobalKids et GameLab, en collaboration avec vingt-quatre lycéens américains. Il a été publié sur Internet en octobre 2006. Classé parmi les jeux sérieux, il s’agit d’un jeu de gestion traitant de la pauvreté en Haïti.
Dans un système de jeu proche de la stratégie au tour par tour, le joueur doit gérer une famille Haïtienne. Il affecte à chaque membre de la famille une tâche, comme aller s’instruire ou travailler. Le but de jeu est de survivre pendant quatre années, et d’apporter à la famille le bonheur, la santé, la sécurité financière et l’instruction.

## Système de jeu
Ayiti: The Cost of Life est un jeu de gestion intégrant des éléments de stratégie au tour par tour. Le joueur gère une famille Haïtienne comprenant cinq membres :
les parents, deux adolescents et un petit garçon.
Une partie s’étale sur quatre années, chaque année étant divisée en quatre saisons. Au début de chaque saison, le joueur affecte chaque membre de la famille à une activité pour la saison à venir. Chaque activité rapporte ou coûte une certaine somme d’argent. Il peut s’agir d’étudier à l’école, travailler à la ferme, se faire soigner à l’hôpital ou rester à la maison. Plusieurs variantes sont proposées pour chaque activité, comme des écoles au coût et à la qualité d’enseignement variables.
Le joueur détermine le niveau de vie de la famille, nécessitant un budget plus ou moins important. À la fin de la saison est effectué le bilan des revenus et des dépenses, y compris le coût de la vie.
À chaque membre de la famille sont associées trois variables, allant de zéro à neuf: le bonheur, la santé et le niveau d’éducation. Chaque activité influe différemment sur ces variables. Par exemple, un travail éprouvant dans un environnement insalubre détériorera beaucoup la santé. Si elle tombe à zéro, le personnage peut mourir. Si les deux parents meurent, c’est la fin de partie. Le but du jeu est de survivre pendant quatre ans, et d’avoir le meilleur niveau d’éducation possible à l’issue de la partie.

## Développement
Durant l’année scolaire 2005-2006, l’organisation à but non lucratif Global Kids met en place un programme à la South Shore High School de Brooklyn. Un groupe de vingt-quatre lycéens conçoit un jeu vidéo, en partenariat avec le studio de développement Gamelab,.

## Accueil
Ayiti: The Cost of Life reçoit en 2007 le prix du « Best Awareness-Raising Game ». Ce prix récompense le meilleur jeu « sensibilisant à un problème social important, à travers un système de jeu riche et engageant couplé à des méthodes innovantes de diffusion à une large audience ». Il est décerné par l’association Games for Change, dont la mission est de soutenir « les jeux confrontant des enjeux sociaux actuels dans le but de promouvoir une société plus juste et équitable ». Suzanne Seggerman, cofondatrice de l’association, a déclaré en 2009 qu’au même titre que Darfur is Dying, Food Force et PeaceMaker, Ayiti était un de ces jeux, ayant eu un réel impact,,.